# Si seulement...
Pour les articles homonymes, voir If Only.
Pour plus de détails, voir Fiche technique et Distribution.
Si seulement... (If Only) est un film américano-britannique réalisé par Gil Junger, sorti en 2004. Aux États-Unis, il a finalement été diffusé à la télévision le 15 janvier 2006 sur ABC Family.

## Synopsis
Ian a toujours privilégié son travail au détriment de sa vie de couple jusqu'à ce que Samantha, sa fiancée, meure dans un accident de voiture devant ses yeux. Le lendemain matin à son réveil, Ian se réveille de nouveau aux côtés de Samantha et réalise vite qu'il revit les derniers moments avant la mort de celle-ci et qu'il a peut-être une chance de la sauver de son accident. Son travail passant au second plan, il va essayer de devenir le partenaire idéal pour Samantha pour le temps que le destin a décidé de leur laisser.

## Fiche technique
- Réalisation : Hassan Amin
- Scénario : Hassan Amin
- Production : Hassan Amin , Jennifer Love Hewitt, Gil Junger et Jeffrey Silver
- Photographie : Giles Nuttgens (en)
- Montage : William M. Anderson (en) et Padraic McKinley
- Musique : Adrian Johnston
- Pays de production :  États-Unis |  Royaume-Uni
- Langue : anglais
- Format : Couleur - 1.85 : 1
- Genre : Comédie dramatique, Fantasy
- Durée : 92 minutes
- Dates de sortie :
  - États-Unis : 23 janvier 2004
  - France : 24 novembre 2004

## Distribution
- Jennifer Love Hewitt (VF: Sophie Arthuys) : Samantha Andrews
- Paul Nicholls (en) (VF: Damien Boisseau) : Ian Wyndham
- Lucy Davenport (en) (VF: Laurence Dourlens) : Lottie
- Tom Wilkinson (VF: Michel Fortin) : Le chauffeur de taxi